# Марія Матрай
Марія Матрай (нім. Maria Matray), також Сольвег (нім. Maria Solveg), при народженні Шмідт (нім. Schmidt); 14 липня 1907, Нідершенхаузен — 30 жовтня 1993, Мюнхен) — німецька акторка, хореографка, сценаристка та письменниця.

## Біографія
Молодша з чотирьох дочок інженера і директора в компанії AEG Георга Штерна і його дружини Лісбет, до шлюбу Шмідт. Племінниця скульпторки Кете Кольвіц. Дві сестри Марії — Йоганна Гофер і Регула Келлер стали акторками, третя сестра Катаріна стала танцюристкою і акторкою під сценічним псевдонімом Катта Штерна.
Марія займалася балетом і в 1921 році покинула навчання в реальній школі заради сценічної кар'єри. Під ім'ям Марія Сольвег гастролювала по Європі в танцювальній трупі режисера Ернста Матрая. В 1927 році одружилася з Ернстом Матраєм і вирушила з ним на гастролі Америкою. Після повернення виступала на берлінських театральних сценах.
Марія Матрай знялася в кількох кінофільмах. Після приходу до влади націонал-соціалістів разом з чоловіком вирушила в еміграцію. Через Францію і Англію подружжя в 1934 році дісталися до США. Марія танцювала в ревю і одночасно працювала помічницею режисера і продюсера у Макса Рейнхардта. Написала кілька сценаріїв і в 1946 році разом з співавтором Арнольдом Філіпсом випустила перший роман, який також був екранізований.
У 1953 році подружжя повернулося в Німеччину. Матрай займалася обробкою «Жоржа Дандена» Мольєра та «Паризького життя» Жака Оффенбаха для постановок чоловіка в Німецькому драматичному театрі у Гамбурзі в 1954 році. У наступні роки Марія Матрай написала кілька кіно - і телевізійних сценаріїв, часто працювала разом з Ансвальдом Крюгером.
З 1953 року Марія Матрай була громадянкою США, в 1960 році отримала громадянство ФРН і оселилася в Мюнхені. Шлюб розірвала в 1962 році. Похована на Лісовому кладовищі у Мюнхені.

## Фільмографія

### Акторка
- 1924: Die wunderlichen Geschichten des Theodor Huber
- 1926: Das Blumenwunder
- 1926: Das Geheimnis von St. Pauli
- 1926: s? nde am Weibe
- 1927: Der Meister von Nürnberg
- 1927: Die Lindenwirtin am Rhein
- 1929: Die Ehe
- 1929: Vererbte Triebe
- 1930: Ich glaub nie mehr an eine Frau
- 1930: Zapfenstreich am Rhein
- 1930: Sohn der weißen Berge
- 1930: Stürmisch die Nacht
- 1930: Der Weg nach Rio
- 1931: Elisabeth von Österreich
- 1931: Der Hochtourist
- 1931: Lügen auf Rügen
- 1932: Der Geheimagent
- 1932: Der Hexer
- 1932: Ein Mann mit Herz

### Сценаристка
- 1954: Der König mit dem Regenschirm
- 1955: Abschiedsvorstellung
- 1956: Mein Vater, der Schauspieler
- 1957: Wie ein Sturmwind
- 1958: Und abends in die Scala|... und abends in die Scala
- 1958: Frau im besten Mannesalter
- 1959: Прекрасна брехуха / Die schöne Lügnerin
- 1959: Die Nacht vor der Premiere
- 1960: Waldhausstraße 20 (TV)
- 1962: Die glücklichen Jahre der Thorwalds]
- 1963: Die Fotokopie
- 1963: Der Fall Krantz
- 1964: Der Prozeß Carl von O.
- 1964: Ein langer Tag
- 1965: Der Fall Harry Domela
- 1965: Der Fall Klaus Fuchs
- 1965: Bernhard Lichtenberg
- 1965: Der Mann, der sich Abel nannte
- 1966: "Der schwarze Freitag
- 1966: Das Millionending
- 1968: Affäre Dreyfus
- 1968: Der Senator
- 1969: Hotel Royal
- 1970: Maximilian von Mexiko
- 1971: Der Hitler/Ludendorff-Prozeß
- 1972: Manolescu
- 1974: Hafenhyänen
- 1975: Wie starb Dag Hammarskjöld?
- 1981 Auf Schusters Rappen
- 1983 Winter Ein auf Mallorca
- 1985 Im Schatten von gestern
- 1986 Wie das Leben so spielt — c'est la vie
- 1986 Gauner im Paradies